# Сергеев, Денис Сергеевич
Дени́с Серге́евич Серге́ев (21 марта 1982, Владимир) — российский боксёр супертяжёлой весовой категории, выступал за сборную во второй половине 2000-х годов. Двукратный чемпион России, обладатель серебряной медали чемпионата Европы, мастер спорта международного класса. На соревнованиях представлял Владимирскую область, состоял в физкультурно-спортивном обществе «Динамо».

## Биография
Денис Сергеев родился 21 марта 1982 года во Владимире. Активно заниматься боксом начал в возрасте пятнадцати лет у тренера Александра Михайлова, позже присоединился к спортивному обществу «Динамо».
Первого серьёзного успеха на ринге добился в 2005 году, выиграв на взрослом первенстве России бронзовую медаль. Год спустя повторил это достижение, на стадии полуфиналов не сумел пройти Магомеда Абдусаламова. В 2007 году в финале национального первенства взял верх над чемпионом Европы Исламом Тимурзиевым — благодаря этой победе стал попадать на крупнейшие международные турниры. В 2008 году Сергеев вновь был лучшим в России, выбившись в лидеры сборной, получил путёвку на европейское первенство в Ливерпуль, где впоследствии сумел дойти до финала, проиграв лишь болгарину Кубрату Пулеву. За выигранную на этих соревнованиях серебряную медаль ему присвоено звание мастера спорта международного класса.
В 2009 году Сергеев занял на чемпионате России третье место, но выиграл «Турнир сильнейших боксеров России», поэтому поехал на чемпионат мира в Милан, где, тем не менее, попасть в число призёров не смог, в четвертьфинале потерпев поражение от белоруса Виктора Зуева — судьи зафиксировали разгромный счёт 2:11. Вскоре после этой неудачи принял решение завершить карьеру в сборной, уступив место молодым российским боксёрам.